# الدوري الجنوبي لكرة القدم 2012–13
الدوري الجنوبي لكرة القدم 2012–13 (بالإنجليزية: 2012–13 Southern Football League)‏ هو موسم من الدوري الجنوبي الممتاز. كان عدد الأندية المشاركة فيه 66، وفاز فيه Arlesey Town F.C. ‏.